# Gli uccelli (Aristofane)
Gli uccelli (in greco antico: Ὄρνιθες?, Órnithes) è una commedia dell'autore greco Aristofane, messa in scena per la prima volta alle Grandi Dionisie del 414 a.C., dove ottenne il secondo posto.
Vincitrice fu I gozzovigliatori di Amipsia, mentre Il solitario di Frinico si piazzò terza. Entrambe queste commedie sono perdute.

## Trama
Due ateniesi, Pisetero ed Evèlpide, disgustati dal comportamento dei loro concittadini, decidono di lasciare la città per cercarne un'altra dove poter vivere in pace. Si recano dunque da Úpupa, che è in realtà Tereo (in passato re di Tracia, poi trasformato in uccello dagli dei), e gli propongono di fondare insieme agli uccelli una città nel cielo chiamata Nubicuculìa (in greco Νεφελοκοκκυγία, Nephelokokkygía). Gli uccelli sono inizialmente ostili all'idea, poiché non si fidano di nessun uomo, ma le loro diffidenze vengono superate e cominciano i lavori.
I due uomini e gli uccelli si rendono ben presto conto che Nubicuculia è in una posizione molto favorevole, poiché è nel cielo, a metà strada tra gli dei e gli uomini. Gli uccelli dichiarano allora guerra agli dei, ed intercettando i fumi dei sacrifici offerti dagli uomini, riducono gli dei stessi alla fame. Al contempo, gli uomini accettano di venerare gli uccelli come le loro nuove divinità. Pisetero scaccia dalla città, insieme ad alcuni intrusi (un ispettore, un venditore di decreti, un sedicente poeta, un indovino), una prima messaggera degli dei, Iride; arriva così una seconda ambasciata formata da Poseidone, Eracle e Triballo, dio barbaro. Essi però non possono che accettare le condizioni dettate da Pisetero: gli uccelli diverranno gli esecutori del potere divino tra gli uomini, mentre Pisetero sarà nominato successore di Zeus e diventerà sposo di Regina, la donna depositaria dei fulmini del padre degli dei. Pisetero e gli uccelli ottengono così il potere, e la commedia si conclude con la celebrazione delle nozze tra Pisetero e Regina.

## Commento

### L'interpretazione simbolica
L'opera venne messa in scena nel 414 a.C., quando era da poco cominciata la spedizione ateniese in Sicilia, un'impresa che si sarebbe risolta in una disfatta totale per Atene, imprimendo così una svolta negativa alla guerra del Peloponneso. A partire da questo dato storico, gli studiosi in passato hanno ipotizzato (in maniera probabilmente eccessiva) tutta una serie di simboli nella trama dell'opera. Nubicuculia è stata interpretata come la spedizione in Sicilia (vista come un'impresa troppo ambiziosa), gli uccelli come gli Ateniesi e gli dei come i nemici di Atene, ossia Siracusa e Selinunte (nonché la stessa Sparta). Anche in Pisetero alcuni studiosi hanno visto una allegoria di Alcibiade.

### Un'opera di evasione
La critica più recente però rigetta le precedenti tesi come un eccesso interpretativo. Gli uccelli viene oggi considerata un'opera di evasione, che sbriglia liberamente la fantasia, anche grazie alla presenza di uccelli parlanti che accentuano il tono favolistico della storia. L'opera non prende di mira alcun personaggio della Atene di quei tempi, né alcun problema sociale (benché anche qui non manchino riferimenti a persone e fatti contemporanei), presenta però una delle trame più immaginifiche e sapientemente strutturate di tutto il teatro di Aristofane, raccontata con uno stile elegante e con canti corali di grande afflato lirico.

### Il coro degli uccelli
I cori delle commedie di Aristofane sono in genere formati da 24 coreuti tutti mascherati e truccati allo stesso modo. Il coro degli Uccelli è invece assai variopinto, poiché ogni coreuta rappresenta un uccello diverso. Nell'opera viene fornito l'elenco dei 24 uccelli rappresentati dal coro: la pernice, il francolino, il fischione, il martin pescatore, il passero, la civetta, la ghiandaia, la tortora, l'allodola, la cannaiola, la monachella, il colombo, il grifone, lo sparviere, il colombaccio, il cuculo, la pettegola, il fiorrancino, il pollo sultano, il gheppio, il tuffetto, lo zigolo, il gipeto e il picchio. Un venticinquesimo uccello appare invece tra i personaggi: l'upupa.